# 파르나소스 (라파엘로)
《파르나소스》(이탈리아어: Il Parnaso)는 이탈리아 성기 르네상스 예술가 라파엘로가 바티칸 궁전 내 라파엘로의 방에 그린 프레스코화로, 교황 율리오 2세의 의뢰로 제작되었다.
이 작품은 1509년에서 1511년 사이에 《세냐투라의 방》의 벽면 중 두 번째로 그려진 것으로 추정된다. 이는 같은 방의 다른 벽면을 차지하고 있는 《논쟁》 이후, 《아테네 학당》 이전에 제작된 것이다.

## 개요
이 방 전체는 인간 지식의 네 가지 영역인 철학, 종교, 시, 법을 보여주며, 《파르나소스》는 그중 시를 대표한다. 이 프레스코화는 아폴론이 거주하는 신화 속 파르나소스산을 묘사하고 있다. 중앙에 아폴론이 악기(고전적인 리라가 아닌 당대의 리라 다 브라치오)를 연주하고 있으며, 그 주위로 9명의 무사, 9명의 고대 시인, 9명의 동시대 시인들이 배치되어 있다. 서사시의 무사인 칼리오페와 함께 아폴론은 시인들에게 영감을 주었다.
라파엘로는 1506년에 발굴되어 역시 바티칸에 소장된 고전 조각상 《라오콘과 그의 아들들》에서 라오콘의 얼굴을 차용하여 호메로스(중앙 왼쪽의 짙은 청색 로브를 입은 인물)를 표현했는데, 이는 고통이 아닌 맹목(盲目)을 나타내기 위함이었다. 프레스코화의 여성 인물 중 두 명, 즉 에우테르페와 사포는 미켈란젤로의 《아담의 창조》를 연상시킨다고 여겨지며, 사포는 들고 있는 두루마리에 이름이 적혀 있다. 사포는 유일한 여성 시인으로, 무사와 혼동되지 않도록 하기 위해 이렇게 식별된 것으로 보인다. 그는 이 프레스코화의 초안을 기록한 마르칸토니오 라이몬디의 판화에는 등장하지 않는 나중에 추가된 인물이다.
《파르나소스》 프레스코화 아래의 창문은 아폴론에게 신성하다고 여겨진 바티칸 언덕의 전망을 담고 있다. 비온도, 베지오, 알베르티니와 같은 인문주의자들은 바티칸의 고대 태양신을 언급한 바 있다.

## 갤러리

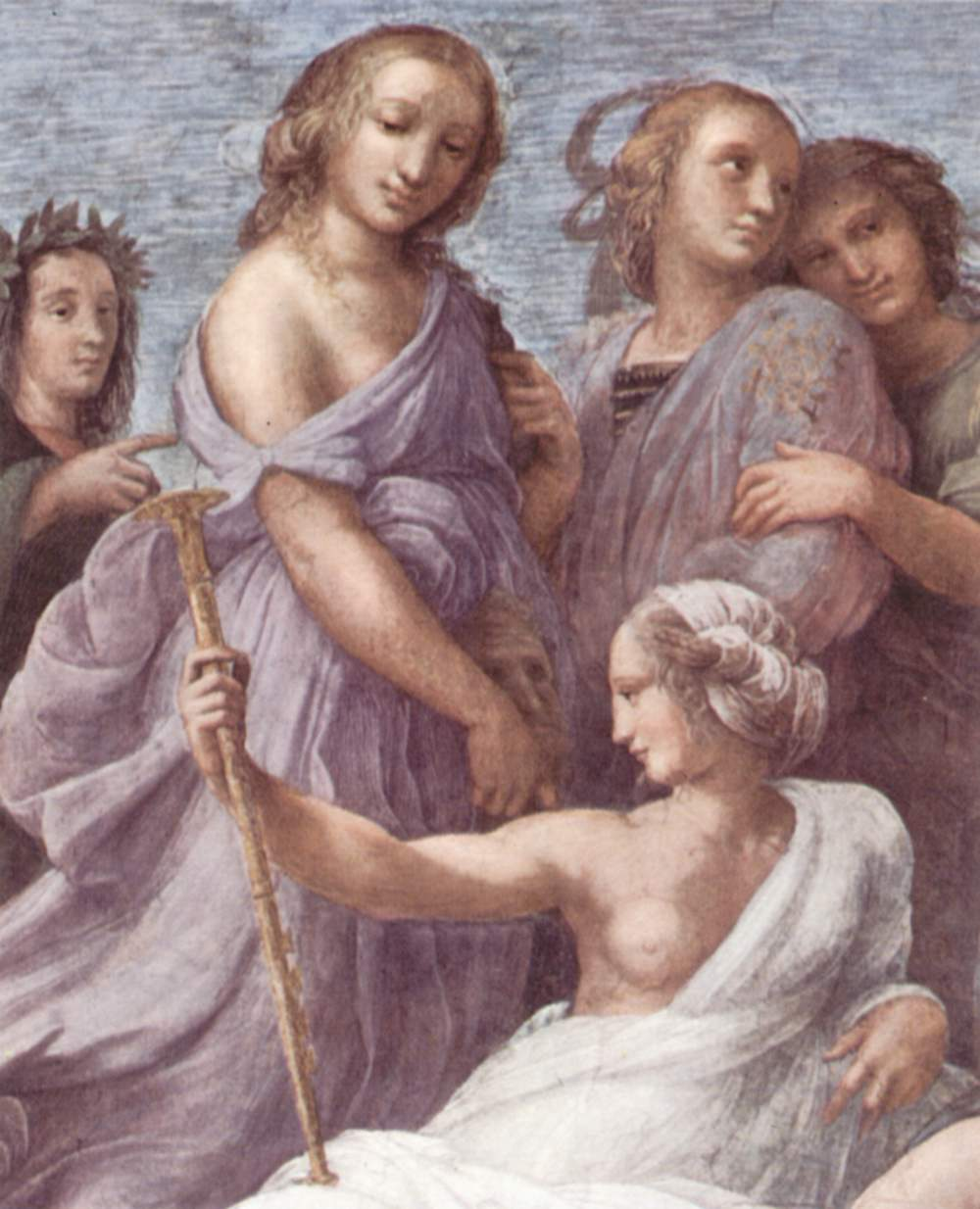
스타티우스, 탈리아, 클리오, 에우테르페, 칼리오페
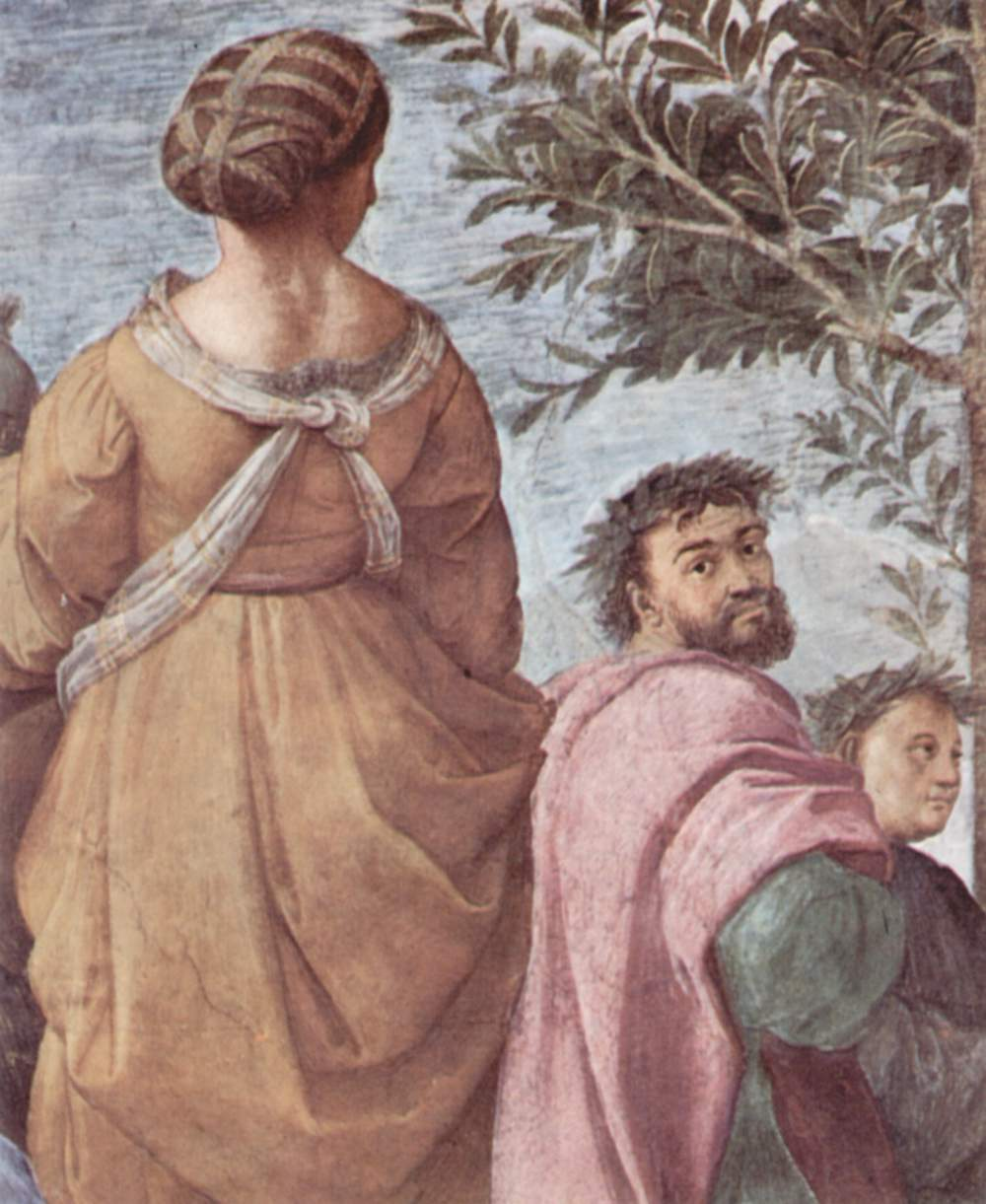
에라토, 루도비코 아리오스토, 조반니 보카치오
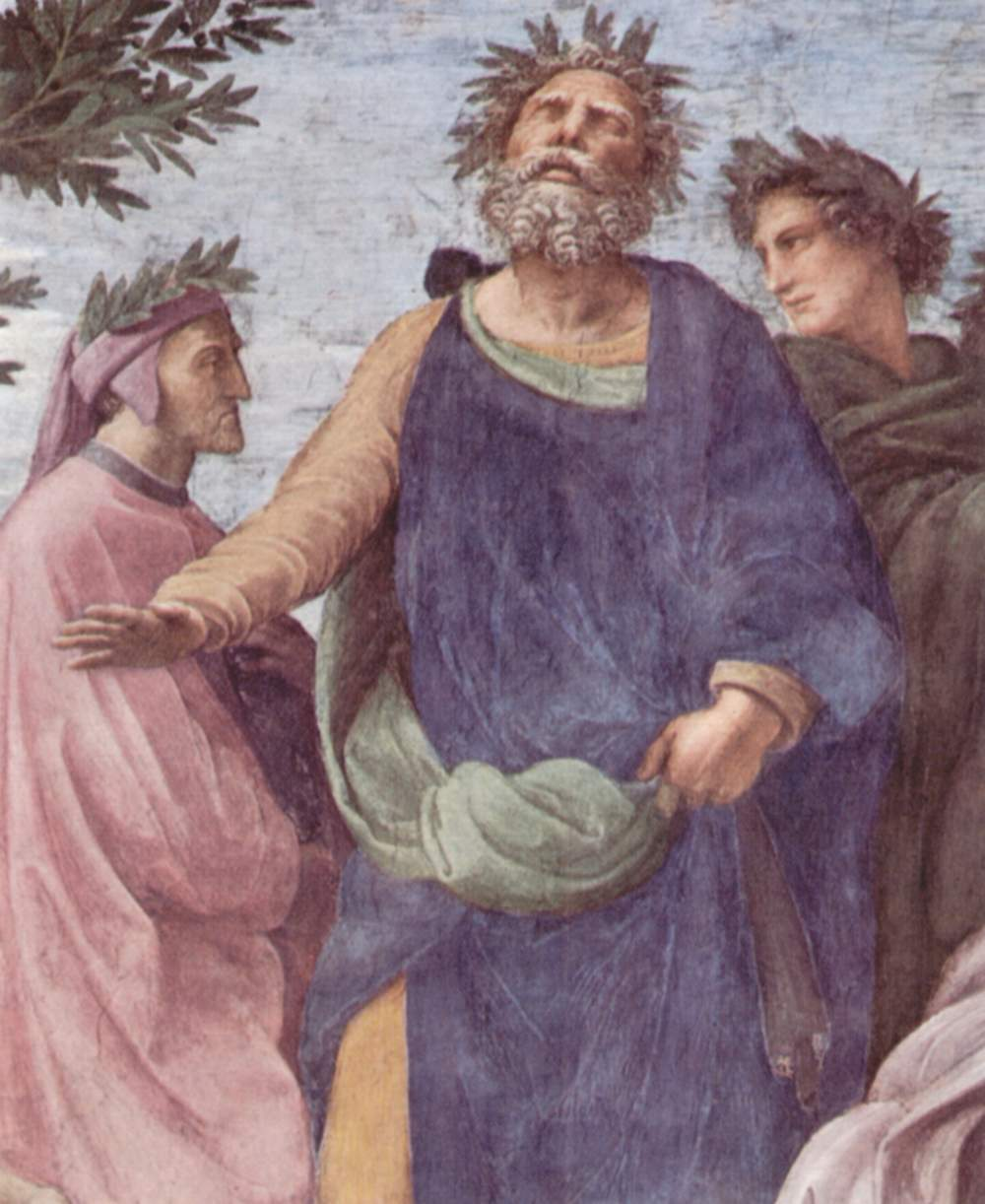
단테 알리기에리, 호메로스, 베르길리우스
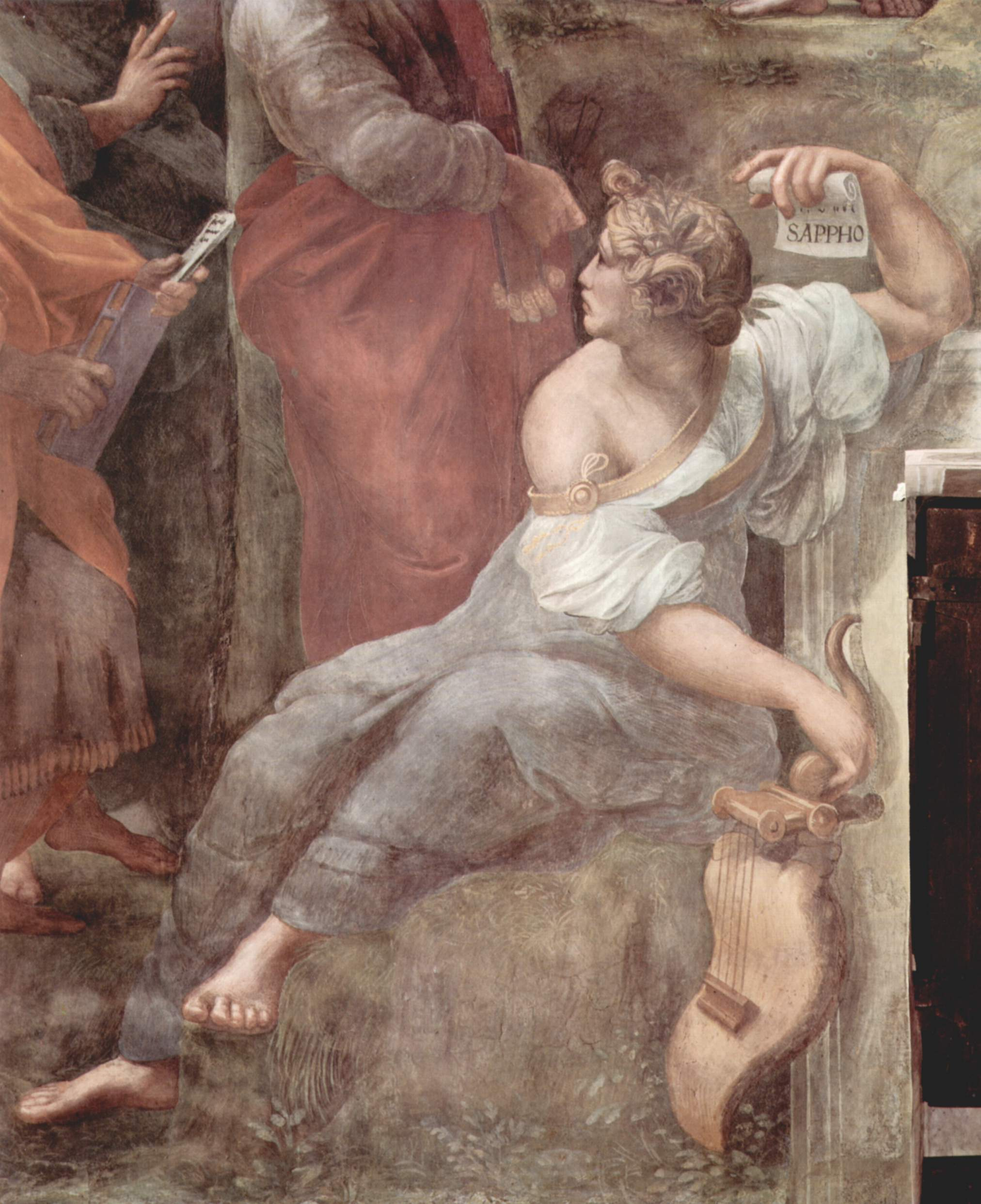
사포
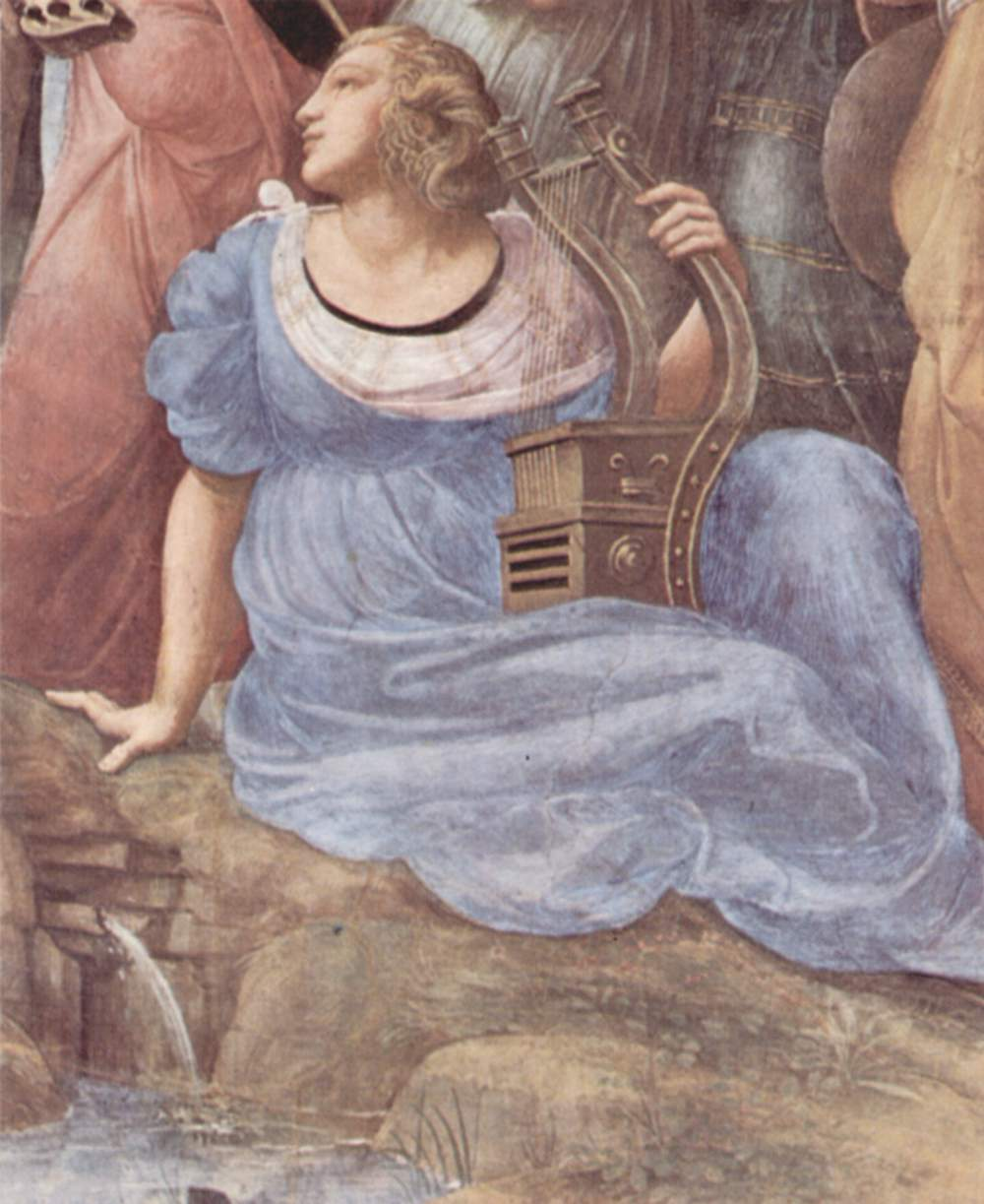
테르프시코레
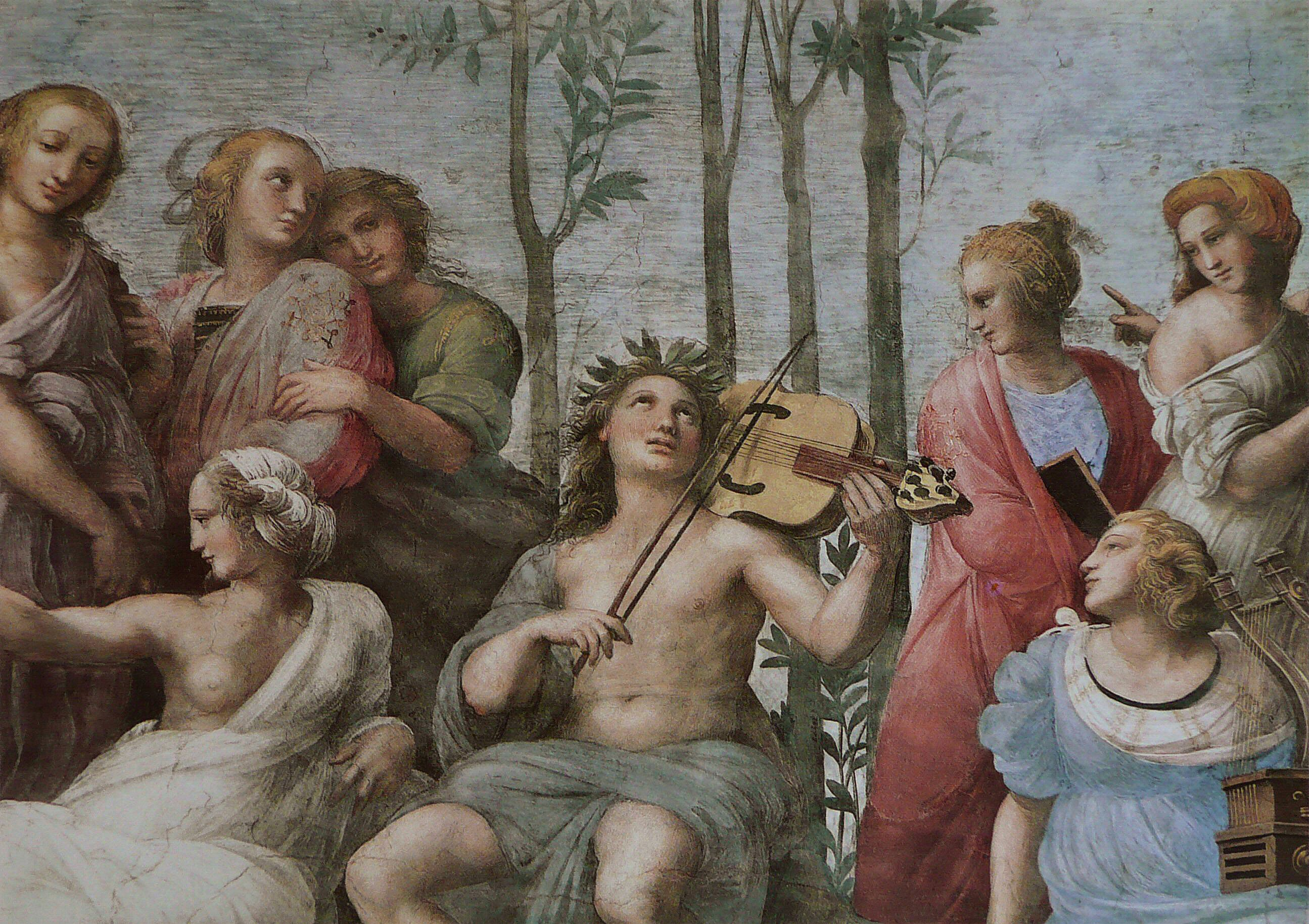
아폴론

## 같이 보기
- 라파엘로의 그림 목록
- 파르나소스의 프리즈

## 참고문헌
- Roger Jones & Nicholas Penny, Raphael, Yale, 1983,ISBN 0300030614 .